# Nuncjatura Apostolska na Filipinach
Nuncjatura Apostolska na Filipinach – misja dyplomatyczna Stolicy Apostolskiej w Republice Filipin. Siedziba nuncjusza apostolskiego mieści się w Manili.
Nuncjusz apostolski pełni tradycyjnie godność dziekana korpusu dyplomatycznego akredytowanego na Filipinach od momentu przedstawienia listów uwierzytelniających.

## Historia
Źródła nie są zgodne co do roku utworzenia Delegatury Apostolskiej na Filipinach. 9 sierpnia 1951 papież Pius XII podniósł Delegaturę Apostolską na Filipinach do rangi nuncjatury apostolskiej.

## Przedstawiciele papiescy na Filipinach

### Delegaci apostolscy
- abp Placide Louis Chapelle (1899–1901) Francuz; arcybiskup nowoorleański, także delegat apostolski Kuby i Portoryko
- abp Donato Sbarretti (1901–1902) Włoch
- abp Giovanni Battista Guidi (1902–1904) Włoch
- abp Ambrose Agius OSB (1904–1911) Maltańczyk
- abp Joseph Petrelli (1915–1921) Włoch
- abp Guglielmo Piani SDB (1922–1948) Włoch
- abp Egidio Vagnozzi (1949–1951) Włoch

### Nuncjusze apostolscy
- abp Egidio Vagnozzi (1951–1958) Włoch
- abp Salvatore Siino (1959–1963) Włoch
- abp Carlo Martini (1963–1967) Włoch
- abp Carmine Rocco (1967–1973) Włoch
- abp Bruno Torpigliani (1973–1990) Włoch
- abp Gian Vincenzo Moreni (1990–1999) Włoch
- abp Antonio Franco (1999–2006) Włoch
- abp Fernando Filoni (2006–2007) Włoch
- abp Edward Joseph Adams (2007–2011) Amerykanin
- abp Giuseppe Pinto (2011–2017) Włoch
- abp Gabriele Caccia (2017–2019) Włoch
- abp Charles John Brown (od 2020) Amerykanin